# Baculifera
Baculifera is een geslacht van korstmossen behorend tot de familie Caliciaceae. De typesoort is Baculifera orosa.

## Soorten
Volgens Index Fungorum bevat het geslacht 19 soorten (peildatum januari 2022):
| Soortnaam                   | Auteur(s)                    | Publicatiejaar |
| --------------------------- | ---------------------------- | -------------- |
| Baculifera cinereocincta    | (Müll. Arg.) Marbach         | 2000           |
| Baculifera confusa          | Elix                         | 2020           |
| Baculifera curtisii         | (Tuck.) Marbach              | 2000           |
| Baculifera entochlora       | (J. Steiner) Marbach         | 2000           |
| Baculifera epifuscescens    | Elix & Kantvilas             | 2014           |
| Baculifera epiviolascens    | Marbach                      | 2000           |
| Baculifera imshaugiana      | (R.C. Harris) Marbach        | 2000           |
| Baculifera intermedia       | Marbach                      | 2000           |
| Baculifera intermedioides   | Marbach                      | 2000           |
| Baculifera longispora       | Marbach                      | 2000           |
| Baculifera macromera        | Elix & Kantvilas             | 2014           |
| Baculifera metaphragmia     | (C. Knight) Elix & Kantvilas | 2014           |
| Baculifera metaphragmioides | Elix & Kantvilas             | 2014           |
| Baculifera micromera        | (Vain.) Marbach              | 2000           |
| Baculifera orosa            | Marbach                      | 2000           |
| Baculifera pseudomicromera  | Marbach                      | 2000           |
| Baculifera remensa          | (Stirt.) Marbach             | 2000           |
| Baculifera tobleri          | (Zahlbr.) Marbach            | 2000           |
| Baculifera xylophila        | (Malme) Marbach              | 2000           |